# هيئة البث اليونانية
هيئة الإذاعة اليونانية (باليونانية: Ελληνική Ραδιοφωνία Τηλεόραση)‏ أو(ERT) هي محطة الإذاعة والتلفزيون العامة المملوكة للدولة لليونان .

## روابط خارجية
- الموقع الرسمي باللغة اليونانية
- الموقع الرسمي باللغة الإنجليزية
- ET3 باللغة اليونانية (أرشيف)
- موقع الشركة باللغة اليونانية
- راديو مباشر